# Убийство Станислава Маркелова и Анастасии Бабуровой
Убийство Станислава Маркелова и Анастасии Бабуровой произошло 19 января 2009 года в центре Москвы, у дома № 3 по улице Пречистенка.
Жертвами убийства стали адвокат Станислав Маркелов и внештатная журналистка «Новой газеты», активистка анархо-экологистского движения Анастасия Бабурова.

## Станислав Маркелов
Станислав Юрьевич Маркелов работал адвокатом в «Московском правозащитном центре», в частности, по таким темам, как дело Буданова (представлял интересы семьи Эльзы Кунгаевой), террористический акт на Дубровке, массовое избиение в Благовещенске и дело, затрагивающее городские власти Химок. Высказывались предположения, что убийство могло быть связано с его профессиональной деятельностью.

## Анастасия Бабурова
Анастасия Эдуардовна Бабурова родилась в 1983 году в Севастополе. Была активисткой анархо-экологистского движения, участвовала в деятельности экологических лагерей «Хранителей Радуги».
На протяжении 2008 года Анастасия работала в редакции «Известий», опубликовав в газетах «Известия» и «Финансовые известия» десятки статей, посвящённых, в основном, деловой тематике. Также сотрудничала с другими изданиями. С октября 2008 года — внештатный сотрудник «Новой газеты». Заместитель главного редактора «Новой газеты» Сергей Соколов, сообщает, что Анастасия целенаправленно занималась неформальными молодёжными движениями, в том числе, неонацистскими. Последней — посмертной — публикацией Анастасии стало интервью со Станиславом Маркеловым, посвящённое проблемам правосудия и делу Буданова. По мнению коллег Анастасии, «мало кто разбирался в неонацизме, антифашизме, неформальных молодёжных объединениях лучше неё». По словам отца журналистки, она получала угрозы в связи со своей деятельностью.

## Обстоятельства преступления
Убийца напал на Маркелова и Бабурову, когда они шли мимо дома 1 по Пречистенке («Белые палаты на Пречистенке») по узкому тротуару, и дважды выстрелил из пистолета «Браунинг» образца 1910 года, смертельно ранив обоих в голову. Маркелов погиб на месте, Бабурова скончалась в 1-й Городской больнице вечером того же дня.
По мнению заместителя главного редактора «Новой газеты» Сергея Соколова, обнародованному радиостанцией «Эхо Москвы», девушку убили либо в борьбе, когда она пыталась помешать напавшему, либо в неё стреляли целенаправленно.

## Реакция на убийство

### Заявления о возможных причинах
Чеченские правозащитники в день убийства заявили, что усматривают связь убийства Маркелова с делом Буданова. В конце того же дня заместитель руководителя Росприроднадзора Олег Митволь не исключил, что убийство Маркелова может быть связано с нападением на главного редактора и журналиста газеты «Химкинская правда» Михаила Бекетова (Маркелов был адвокатом Бекетова).
В тот же день обозреватель «Новой газеты» Вячеслав Измайлов сказал, что искать возможные причины убийства Станислава Маркелова следует в деле Магомедсалиха Масаева, который, по его словам, несколько месяцев провёл в плену у президента Чечни Рамзана Кадырова и пропал 2 августа 2008 года в Чечне после публикации о нём Измайлова в июле того же года.

### Акции памяти Маркелова и Бабуровой
20 января в полдень около 150 человек — правозащитники, деятели оппозиции, левые активисты, антифашисты, друзья и знакомые погибших — пришли на место гибели Маркелова и Бабуровой, чтобы возложить цветы и почтить их память. Вечером того же дня антифашисты и анархисты Москвы провели шествие в центре города; около 50 человек были задержаны, но затем отпущены без предъявления обвинений. В Санкт-Петербурге в шествии участвовало, по разным данным, от 50 до 100 человек, причём милиция предъявила требование задуть свечи и убрать плакаты. Более тысячи человек (есть оценки и в 3 тысячи) пришли на митинг в Грозном. На участников шествия в Новосибирске (15-20 человек) напали наци-скинхеды. В Киеве около 50 человек провели митинг у посольства России. Около 100 человек пришли на митинг у российского посольства в Берлине. В разные дни подобные митинги и шествия прошли также в Ульяновске, Барнауле, Перми, Владивостоке, Хабаровске, Самаре, Нижнем Новгороде, Уфе, Екатеринбурге, а также в Париже, Риме и Праге. Крупный митинг и марш антифашистов памяти Маркелова и Бабуровой прошли 1 февраля 2009 года в Москве.
В первую годовщину со смерти планировалось проведение памятного шествия в Москве и других городах. Инициаторами дня памяти выступили антифашисты, объединённые в Комитет 19 января.
19 января 2020 года в Москве прошло ежегодное антифашистское шествие памяти адвоката Станислава Маркелова и журналистки Анастасии Бабуровой.

### Международная реакция на двойное убийство
Посольство США в Москве заявило, что «США крайне опечалены и возмущены этим убийством» и надеются на скорейшее расследование.
Европейский союз выразил в связи с убийством «серьёзную озабоченность» и призвал российские власти «провести тщательное расследование убийства и передать виновных правосудию».
Генеральный директор ЮНЕСКО Коитиро Мацуура 26 января 2009 года осудил убийство российских журналистов Анастасии Бабуровой и Шафика Амрахова, и адвоката Станислава Маркелова, заявив что «Эти убийства наносят смертельный удар по основному праву человека на свободу выражения мнения, а также по всем другим правам человека, которые имеют важнейшее значение для осуществления эффективного управления и соблюдения законности».
С требованием провести независимое расследование выступили организации «Репортёры без границ», Human Rights Watch и Amnesty International.

### Реакция руководства РФ
29 января 2009 года президент Российской Федерации Дмитрий Медведев провел встречу с главным редактором «Новой газеты» Дмитрием Муратовым и одним из её акционеров Михаилом Горбачёвым, на которой, в частности, Д. Медведев сказал, что посчитал недопустимым давать какие-либо установки следствию по делу о убийстве адвоката и журналистки. По словам Муратова, после встречи он убежден, что президент «очень внимательно будет следить за расследованием этого убийства». В ходе этой встречи Дмитрий Медведев передал слова соболезнования семьям Маркелова и Бабуровой.
До того дня руководство РФ (не считая правоохранительных органов) не делало никаких заявлений по поводу убийства, за исключением заявления о «политизации» убийства Анастасии Бабуровой высокопоставленными представителями отдельных стран и организаций.
Международная неправительственная организация Комитет защиты журналистов направила Дмитрию Медведеву обращение, в котором встреча президента с Дмитрием Муратовым и Михаилом Горбачёвым называлась «шагом в правильном направлении», но при этом содержалась просьба публично осудить двойное убийство в самых жёстких выражениях, а также осудить реакцию на убийство, распространяемую неонацистами.

### Реакция руководства Чеченской Республики
20 января 2009 года президент Чечни Рамзан Кадыров заявил, что руководство республики готово оказать содействие в раскрытии преступления: «Станислав Маркелов зарекомендовал себя как честный человек и патриот с принципиальной гражданской позицией. Этот человек изобличал фашизм и ксенофобию. Он прожил достойную жизнь и погиб за правое дело». В тот же день Кадыров посмертно наградил Маркелова медалью «За заслуги перед Чеченской Республикой».

### Реакция русских националистов и других противников убитых
Некоторые политические противники убитых, прежде всего, русские националисты, с одобрением восприняли информацию о смерти Маркелова и Бабуровой. По сообщениям радио «Свобода» и «Новой Газеты», вечером во вторник — 20 января — некто принёс на место убийства Бабуровой и Маркелова бутылку шампанского с надписью: «Мама говорила: Стасик, не дружи с бородатыми дядями!». В качестве примеров многочисленных откликов в интернете данные, а также другие СМИ приводят сообщения: пользователя под ником Базель, что он в последний раз так «радовался искренне до слез», когда российские футболисты на чемпионате Европы по футболу 2008 обыграли голландцев; пользователь под ником Blaandinka пишет: «У афы (антифашистов) теперь есть свой адвокат в аду»; Евгений Валяев (помощник бывшего депутата Государственной думы от ЛДПР Николая Курьяновича, пресс-секретарь Русского марша 2007): «Два русофоба отправились в ад».
Участник судебного процесса, адвокат потерпевших, бывший следователь Следственного комитета при МВД Владимир Жеребёнков в марте 2015 года упоминал о недовольстве в среде националистов излишним и ненужным, по их мнению, убийством журналистки Бабуровой: даже исходя из тех задач, которые ставил перед собой Тихонов, планируя ликвидацию адвоката Маркелова, «попутная» расправа с женщиной была сочтена националистами бессмысленной и жестокой.
Некоторые политические противники Маркелова и Бабуровой проявили уважительное отношение к своим погибшим оппонентам. Например, ведущий Первого канала, политолог Максим Шевченко сообщил, что, несмотря на политические разногласия, он пребывает в глубоком трауре и разделяет горе сотрудников «Новой газеты», и заявил: «когда думаешь об убийстве Анастасии Бабуровой и Станислава Маркелова, об этих храбрых и очень достойных молодых людях, просто руки сжимаются от ненависти к преступникам».

### Опрос «Эха Москвы»
Согласно опросу 2009 года, большинство проголосовавших слушателей «Эха Москвы» и читателей его сайта настроено скептически по поводу способности следственных органов Российской Федерации расследовать убийство. Недоверие к следственным органам стимулировало широкое обсуждение убийства в блогах и печати.

## Расследование
СКП РФ предъявил обвинение в убийстве двоим уроженцам Москвы 1980 и 1985 годов рождения — Никите Тихонову и его подруге Евгении Хасис. Подозреваемые были задержаны 3 и 4 ноября 2009 года. Следствие направило в суд ходатайство об их аресте. 28 апреля 2011 года Тихонов и Хасис были признаны судом присяжных виновными в убийстве Маркелова и Бабуровой и не заслуживающими снисхождения.
6 мая 2011 года Тихонов был приговорён к пожизненному лишению свободы, Хасис была приговорена к 18 годам лишения свободы. 29 января 2015 года Верховный суд РФ оставил в силе и приговор Никиты Тихонова на пожизненное заключение, и дополнительные 18 лет за создание организации Боевая организация русских националистов (БОРН). Тихонов в настоящее время отбывает наказание в одной из тюрем в Мордовии. В 2021 году Европейский суд по правам человека усмотрел нарушение права на справедливый суд в процессе формирования жюри присяжных по делу об убийстве Маркелова и Бабуровой. 27 января 2022 года стало известно, что Верховный суд не стал передавать на новое рассмотрение дело Тихонова и Хасис, лишь сняв с них обвинения, по которым истек срок давности. Срок заключения Евгении Хасис был сокращен на год с 18 до 17 лет, пожизненный срок заключения для Тихонова остался в силе.
Тихонов упоминал, что его друг Илья Горячев, представлявшийся консультантом администрации президента РФ по вопросам национализма (которым он в действительности не был), рассказывал, что влиятельные сотрудники администрации желают предотвратить якобы замышлявшееся Маркеловым создание партии российских «новых левых». Со слов Горячева, эта партия будет защищать «мигрантов, геев, людей с девиациями». За нейтрализацию Маркелова, по этой версии, Горячев обещал снять с Тихонова административным ресурсом обвинения в уголовных преступлениях (по эпизоду, в результате которого погиб антифашист Александр Рюхин, в убийстве которого обвинялся Тихонов, Маркелов был представителем одного из потерпевших) и прекратить его розыск. В результате Тихонов, по собственным утверждениям, стал идеологом и создателем вместе с Горячевым организации БОРН, убивавшей отнюдь не только «освобождённых коррупционерами террористов-русофобов», но и «антифашистов» и, по словам Тихонова, просто оклеветанных Горячевым. Сам Горячев отрицал знакомство с другими членами БОРН, кроме Тихонова, и утверждал, что Тихонов был не только идеологом, но и единственным организатором БОРН.
В мае 2013 года Горячев был задержан в Сербии и в ноябре того же года экстрадирован в Россию, где ему было предъявлено обвинение в организации убийства Маркелова и Бабуровой. 14 июля 2015 года коллегия присяжных Мосгорсуда признала Горячева виновным в организации убийства и не заслуживающим снисхождения, 24 июля 2015 года он был приговорён к пожизненному заключению.